# Kostel svatého Bartoloměje (Opatov)
Kostel svatého Bartoloměje v Opatově je novobarokní kostel z let 1841–1845 postavený na místě staršího románského, nebo raně gotického kostelíka, silně poškozeného požárem v roce 1696. Kostel dominuje opatovskému náměstí. Hlavní oltář je dílem Petra Buška z Husy u Sychrova. Poblíž stojí pozdně barokní fara z roku 1770 s mansardovou střechou a pěknou vjezdovou branou.

## Historie
Kostel svatého Bartoloměje se začal stavět v roce 1841, na jeho místě původně stál kostel, o kterém existuje první písemná zmínka již z roku 1289, kdy Dětřich z Kněžic umožnil kněžickému proboštství vybudovat kostel v Opatově. Zřejmě se posléze stal i majitelem kostela i samotné obce. Tento kostel v roce 1696 spolu se zbytkem vesnice vyhořel, stejně jako kostel shořeli i historické listiny a tak nelze zjistit další podrobnosti z historie obce.
Nový kostel byl postaven principem obestavování, na stávajícím místě probíhaly i nadále bohoslužby. Teprve po dokončení nového byl starý kostel rozebrán a odvezen. Kostel samotný stojí na skalnatém podloží, proto se zachoval původní těžko přístupný terén v okolí.
Kostel byl v roce 2009 rekonstruován za přispění Kraje Vysočina, byla opravena střecha.

## Galerie

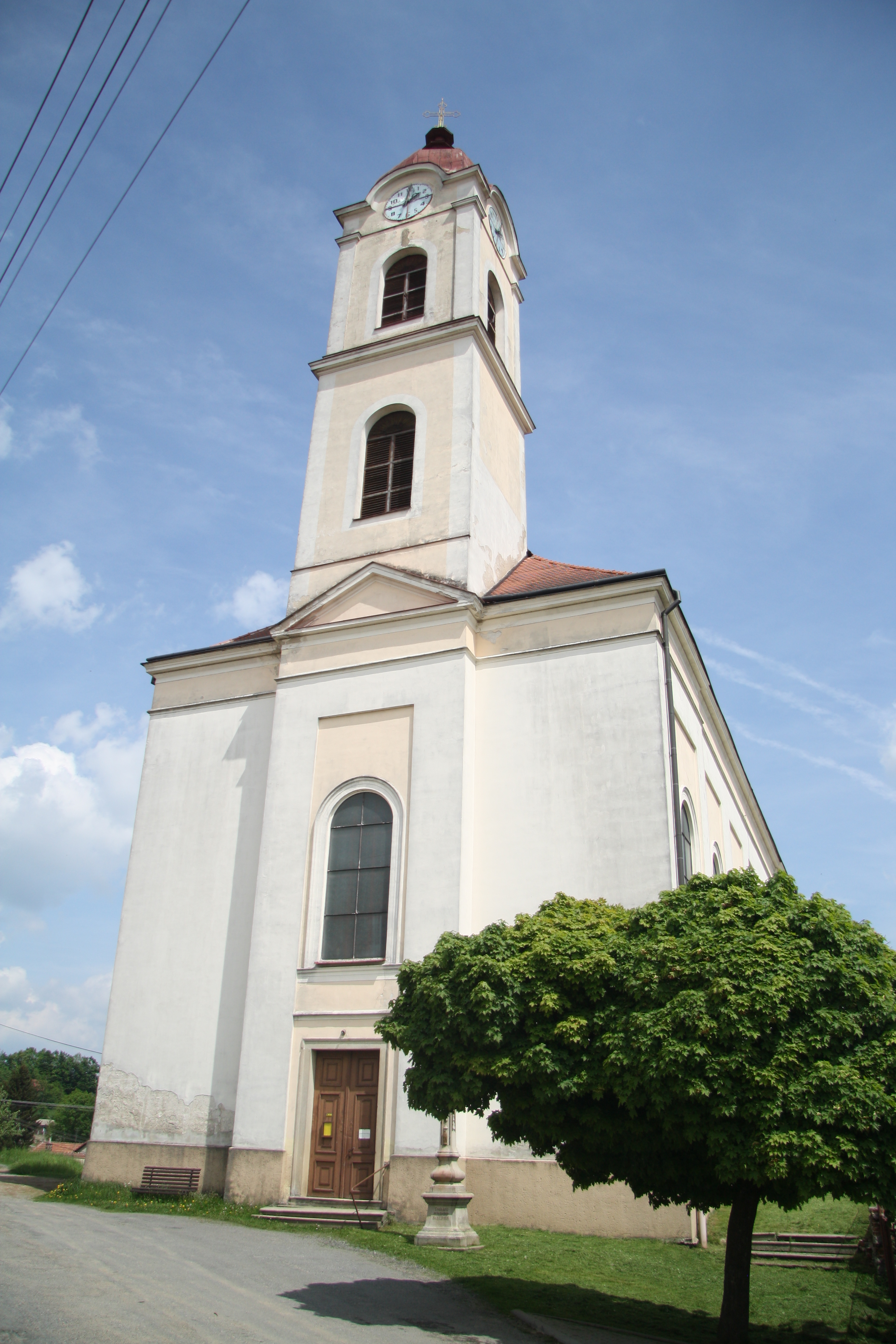
Kostel s věží
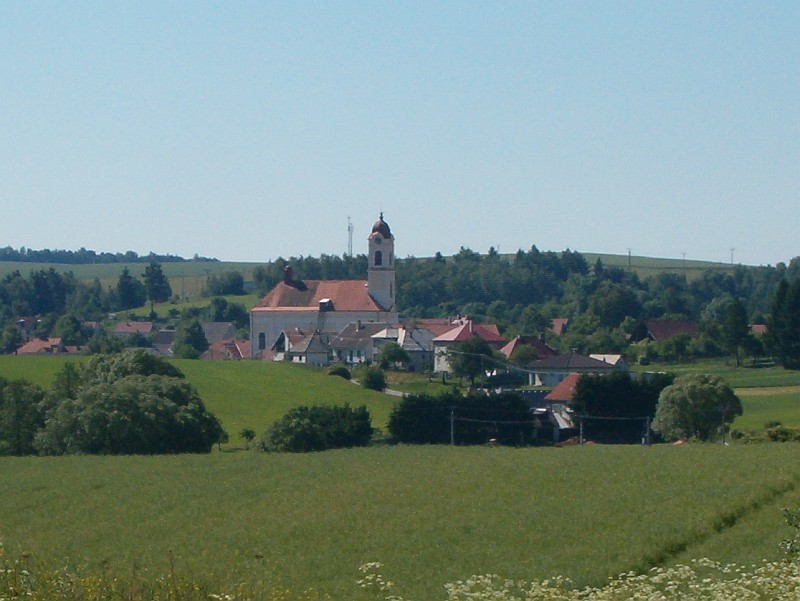
Pohled na kostel
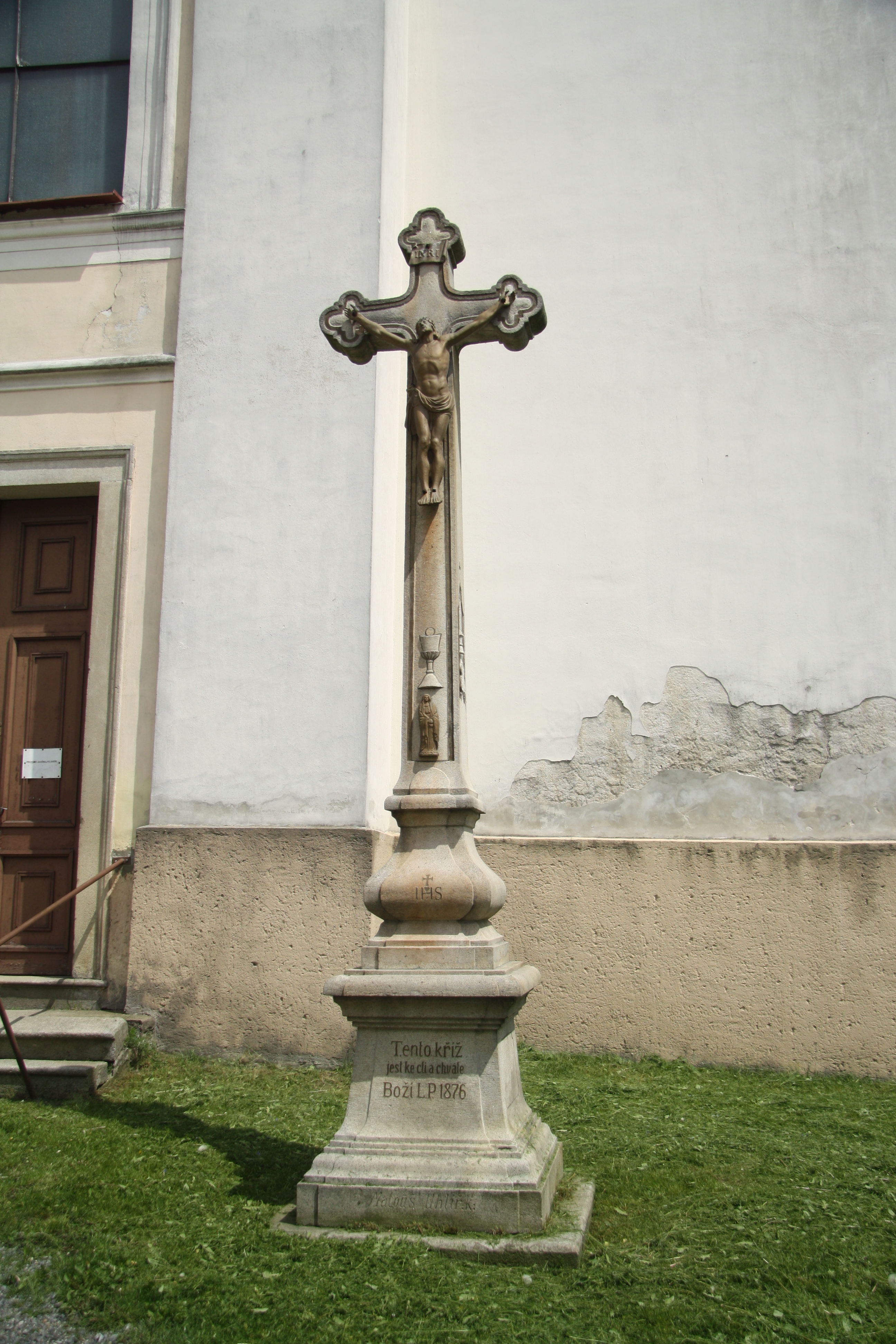
Kříž před kostelem